# Рикавачко језеро
Рикавачко језеро се налази у Црној Гори, на планини Жијово, близу границе са Албанијом. Вода из језера понире у ријеке Цијевну и Рибницу.
Павле Ровински је споменуо ово језеро. Записао је да је у народном предању звијезда падалица сматрана огњеним змајем или вампиром или ђаволом посебне врсте, који живи у неком језеру у пустом мјесту. Такво је језеро Рикавац у Кучима, на граници са Гусињем. У Бару постоји ријека сличног назива, Рикавац, а народ је вјеровао да ђаво риче.